# Vladimir Beara
Vladimir Beara (Zelovo, 2 de novembro de 1928 — Split, 11 de agosto de 2014) foi um futebolista e treinador de futebol iugoslávo. É considerado por muitos um dos maiores goleiros europeus do século XX, apelidado de Bailarina com punhos de ferro.

## Carreira

### Jogador
Beara nasceu no vilarejo de Zelovo, nos arredores da cidade de Split, na Croácia (na época Reino dos Sérvios, Croatas e Eslovenos). Iniciou a carreira de goleiro no HNK Hajduk Split, onde jogou de 1947 a 1955. Por este clube, foi campeão iuguslavo em 1950, 1952 e 1955.
Em 1955, transferiu-se para o poderoso Estrela Vermelha de Belgrado, onde atuaria até 1960, conquistando os títulos iugoslavos de 1956, 1957, 1959 e 1960 e da Copa da Iugoslávia de 1958 e 1959.
Nos últimos anos de carreira, foi jogar na Alemanha Ocidental (como país não-alinhado, a Iugoslávia, ao contrário de outros países do bloco comunista, permitia a seus atletas jogarem na Europa Ocidental), atuando pelo Alemannia Aachen, de 1960 a 1963, e pelo Viktoria Colônia, de 1963 a [1964.
Pela Seleção Iugoslava, disputou 59 partidas entre 1950 e 1959, conquistando a medalha de prata nos Jogos Olímpicos de Helsinque 1952. Disputou as Copas do Mundo de 1950, 1954  e 1958.

### Treinador
Em 1964, Beara tornou-se técnico de futebol. Foi treinador do Freiburger FC, da Alemanha (1964-66); da seleção de Camarões (1973-75); do First Vienna FC, da Áustria (1979); e do RNK Split, da Croácia (1980-81).

## Títulos
- Campeonato Iugoslavo: 1950, 1952, 1954-55, 1955-56, 1956-57, 1958-59 e 1959-60
- Copa da Iugoslávia: 1958 e 1959
- Mitropa Cup: 1958